# Frank Robbins
Frank Robbins (* 9. September 1917 in Boston, Massachusetts; † 28. November 1994 in San Miguel de Allende, Guanajuato, Mexiko) war ein US-amerikanischer Maler, sowie Comicautor und -zeichner.

## Leben
Robbins fiel erstmals 1926 auf, als er – im Alter von neun Jahren – einen Zeichenwettbewerb gewann, der mit einem Kunststipendium dotiert war. Bereits als Jugendlicher begann er die National Academy of Design in New York zu besuchen, was er durch ein Stipendium der Rockefeller-Stiftung, das er 1932 erhielt, finanzierte. In den 1930er Jahren arbeitete er – durch die Große Depression gezwungen, sein Studium abzubrechen – als Zeichner für verschiedene Werbeagenturen. In den frühen 1930er Jahren arbeitete er außerdem als Innenausstatter, so gestaltete er unter anderem Wandgemälde für das NBC-Gebäude in Radio City. 1935 entwarf er Werbeanzeigen für RKO Pictures, bevor er in den 1940er Jahren anfing, Comicstrips für amerikanische Tageszeitungen zu zeichnen, eine Tätigkeit, die er bis in die späten 1970er Jahre fortsetzte.
Aus Robbins’ 1945 geschlossener Ehe gingen zwei Kinder hervor. In den 1950er Jahren begann er in großem Stil Gemälde zu schaffen, die in Galerien verkauft und sogar in Museen ausgestellt wurden.
Seit den 1960er Jahren arbeitete Robbins als Comicautor und -zeichner, nahm von der Betätigung in der Comicbranche jedoch in den späten 1970er Jahren – zumal nach seiner Übersiedlung nach Mexiko 1977 – wieder Abstand, um sich ganz der Malerei widmen zu können.

## Robbins als Maler
Das herausragende Merkmal des Malers Robbins ist der trockene Pinselstrich, der seinen Arbeiten zugrunde liegt. Seine Bilder sind meist in dunklen – vorwiegend schwarzen – Tönen gehalten und zeichnen sich durch gekrümmte Formen aus.
Robbins Arbeiten als Maler finden sich heute vornehmlich im Whitney Museum of American Art in New York City.

## Robbins als Comic-Künstler
Robbins wichtigste Arbeit war der in amerikanischen Tageszeitungen veröffentlichte Comicstrip „Johnny Hazard“, den er 1944 schuf und bis zu seiner Einstellung 1977 verfasste und zeichnete.
Als Comicautor arbeitete Robbins in den 1960er und 1970er Jahren für DC-Comics an bekannten Serien wie Batman, Detective Comics, The Flash, House of Mystery, House of Secrets, Unknown Soldier.
Mitte der 1970er Jahre wechselte er zu Marvel Comics, wo er Reihen wie Captain America, Fear und Ghost Rider betreute. Die berühmteste von Robbins geschaffene Comicfigur war dabei vermutlich der Batman-Widersacher Man-Bat, den Robbins gemeinsam mit dem Zeichner Neal Adams in dem Comicheft Detective Comics #400 von 1970 in die Batman-Serie einführte und der derart populär wurde, dass er sogar zum Helden einer eigenen Comicserie – die ebenfalls von Robbins geschrieben wurde – avancierte.
Daneben schrieb er für andere Verlage an Projekten wie Human Fly, Invaders, The Shadow, Weird War Tales und Power Man. Zusätzlich betreute er die Comicadaption der TV-Serie The Man from Atlantis.